# Sojuz TMA-4
Sojuz TMA-4 – załogowa misja kosmiczna, stanowiąca dwudziestą czwartą załogową wizytę na pokładzie Międzynarodowej Stacji Kosmicznej. 
Kapsuła połączyła się automatycznie z modułem Zwiezda stacji 21 kwietnia 2004 o godzinie 05:00. Astronauci z Rosji i USA pozostali na pokładzie stacji przez pół roku. Kuipers wrócił na Ziemię 9 dni później wraz z załogą ósmą ISS na pokładzie kapsuły Sojuz TMA-3.

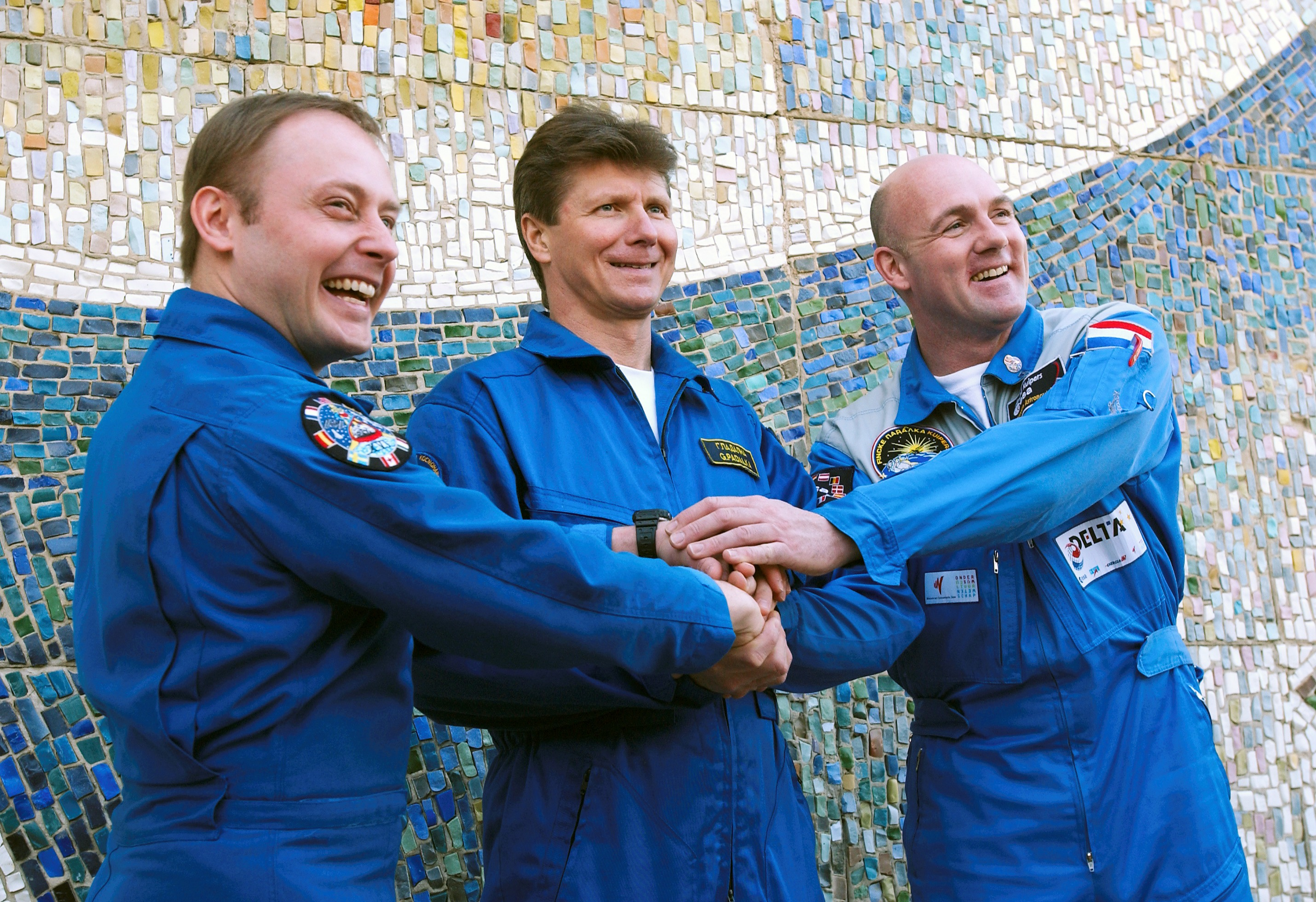
Załoga Sojuza TMA-4